# Harardera
Harardhera, (in somalo Xarardheere), è una cittadina somala della provincia di Mudugh. 

## Pirateria
Alla fine dei primi anni del duemila è divenuta nota per essere una base della pirateria somala. Nel 2009 la cittadina ospitava una "borsa della pirateria", istituita per finanziare le attività di pirateria.
Nel maggio 2010, i membri del partito islamico "Hizbul Islam" penetrarono nella città, portando alla fuga molti pirati. Tuttora, è una base della pirateria somala; l'8 febbraio 2011 è stata catturata la nave Savina Caylyn, una petroliera italiana di 10 500 tonnellate di stazza che è arrivata nella cittadina il 12.